# Guillotina

Una guillotina es un aparato diseñado para  pena capital por decapitación de manera eficiente. El dispositivo consiste en un marco de madera alto y vertical provisto de una pesada lama de acero con un filo oblicuo, suspendida en la parte superior. La persona condenada era a veces inmovilizada en un cepo en la parte inferior de la estructura, manteniendo la posición del cuello directamente debajo del filo. La lama era luego soltada decapitando, rápida y enérgicamente, a la víctima en un solo golpe limpio; la cabeza caía en un cesto u otro receptáculo abajo.

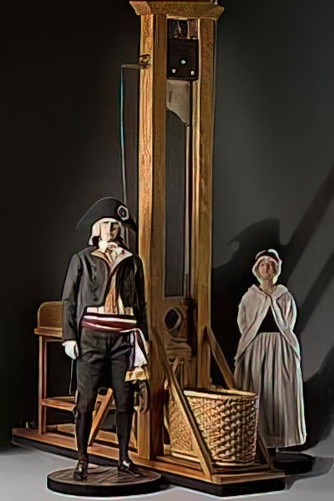
La guillotina

La guillotina está asociada popularmente con Francia y la Revolución de 1789, dado que su nombre procede del doctor Guillotin, un diputado de la Asamblea Nacional Constituyente
que propuso su uso a principios de la revolución. Aparatos similares habían estado en uso desde el siglo XVI en países europeos como Escocia (la Maiden) o Italia (la mannaia). Fue el uso de un filo oblicuo lo que diferenció la guillotina de otros modelos. La guillotina se usó en tiempos recientes en países europeos como Reino Unido, Bélgica, Suecia, Grecia, Italia, Suiza, Alemania [cita requerida] y hasta la misma Francia hasta bien entrado el siglo XX.
El diseño de la guillotina tenía el propósito de hacer la pena capital más segura, rápida y menos dolorosa, de acuerdo con las nuevas ideas sobre los derechos humanos de la Ilustración. Antes del uso de la guillotina, en Francia se usaba la decapitación manual, así como una variedad de métodos de ejecución, muchos de los cuales se acompañaban de torturas realizadas en público para servir de escarmiento. Tras su adopción, el aparato siguió siendo el método estándar de ejecución judicial hasta que se abolió la pena de muerte en 1981. La última persona en ser ejecutada por medio de la guillotina fue Hamida Djandoubi el 10 de septiembre de 1977.

## Funcionamiento

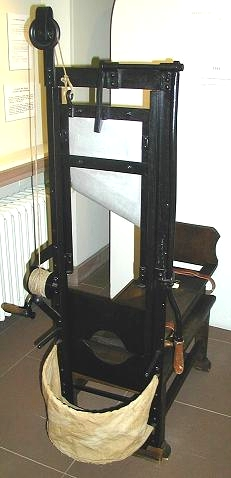
Guillotina de Alemania (reconstrucción) Museo de Bruchsal.

Aunque la decapitación manual, mediante espada o hacha, se ha utilizado desde tiempos remotos, la decapitación mecánica no parece ser tan antigua. Es conocida por el frecuente uso que recibió durante la Revolución francesa, durante la cual miles de personas fueron ejecutadas a través de ella.
La guillotina tradicional consiste en un armazón de dos montantes verticales unidos en su parte superior por un travesaño denominado chapeau (sombrero), que sostiene en alto una cuchilla de acero con forma triangular con un lastre (mouton) de plomo de más de 60 kilogramos en su parte superior. En su parte inferior se dispone un cepo de dos medias lunas (fenêtre), de las cuales la superior es móvil. Justo detrás de la máquina hay una plancha de madera que actúa como báscula. Hasta el siglo XX, era común que la guillotina estuviera elevada sobre un cadalso y pintada de rojo. Una ejecución puede completarse en menos de un minuto.
En un principio el corte de la hoja era horizontal, pero debido a los fallos en las pruebas realizadas con cadáveres se inclinó el filo para que cortase el cuello eficazmente y causar una muerte indolora al condenado. El reo es acostado sobre la báscula posterior y empujado al trangallo o cepo, donde su cuello queda aprisionado; el verdugo acciona un resorte y la cuchilla cae sobre el cuello, separando la cabeza del tronco a la altura de la cuarta vértebra cervical. La cabeza, ya separada, es recogida en un saco de cuero.
Se cuenta que la inclinación de la hoja de la guillotina habría sido recomendada por el propio Luis XVI (que murió finalmente guillotinado en la Revolución francesa). Esta leyenda se debe a la relación que hace de los hechos el verdugo de París Charles-Henri Sanson (ejecutor de Luis XVI) en sus memorias apócrifas redactadas y publicadas por su nieto en 1889.

## Historia

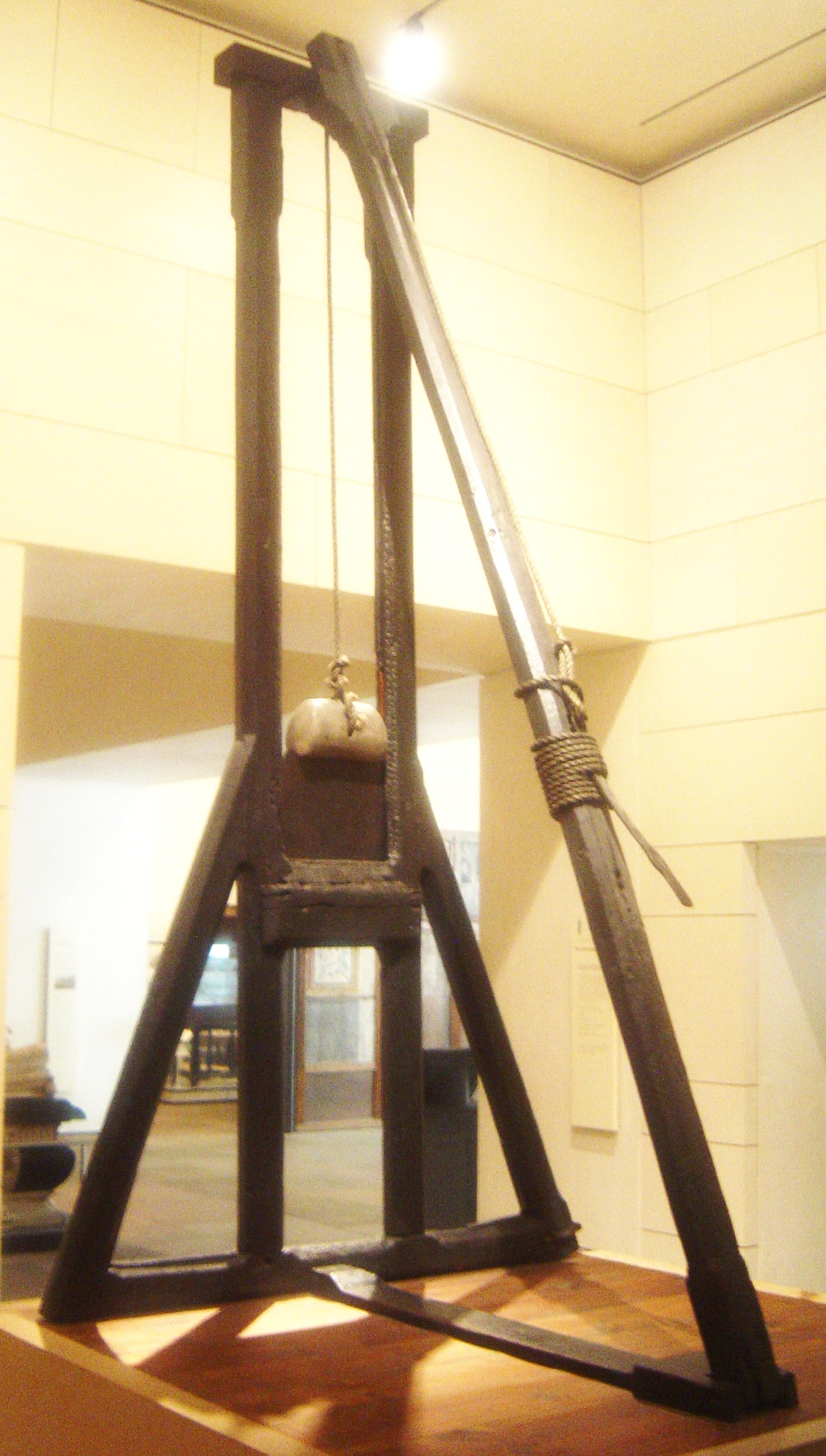
La guillotina escocesa Maiden Museo de Escocia, Edimburgo.

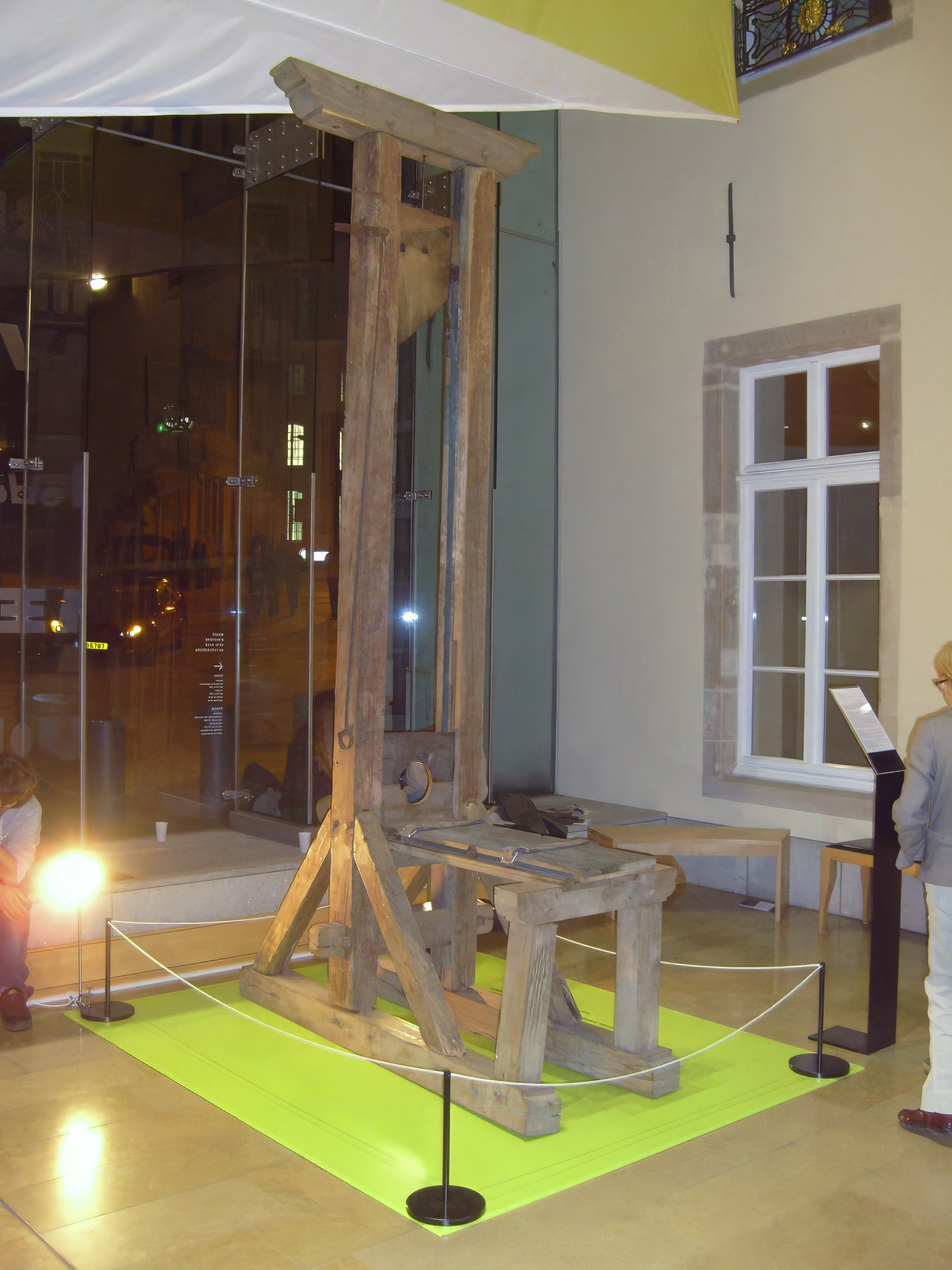
La guillotina utilizada en Luxemburgo hasta 1821 (Museo de historia de la ciudad de Luxemburgo).

### Los métodos de ejecución antes de la guillotina
No se puede eludir el contexto en el que aparece la guillotina, cuyos promotores obraban movidos por consideraciones humanitarias fundadas. Antes de la guillotina, en Francia como en toda Europa, los métodos de ejecución legales implicaban una alta e inevitable dosis de tortura y agonía para el reo. Las ejecuciones eran también un espectáculo público muy aceptado, que había que hacer durar para gusto de los espectadores.
En el siglo XVIII en Europa, aunque el uso de la guillotina ya existía de manera limitada en algunos países, se ejecutaba mediante la rueda, el desmembramiento (reservado en Francia a los regicidas pero extendido a los participantes en revueltas políticas), el ahorcamiento, la combinación conocida en el Reino Unido como hanged, drawn and quartered (ahorcado, arrastrado y descuartizado), y la flagelación. Muchos de estos métodos se siguieron empleando hasta el siglo XIX. En Francia y en España, la decapitación con espada o hacha se reservaba para los miembros de la nobleza.

### Historia de la guillotina
Su nombre proviene del cirujano francés Joseph-Ignace Guillotin, diputado en la Asamblea Nacional, que la recomendó para su uso en las ejecuciones en sustitución de los métodos tradicionales; de ahí mannaia, según la descripción publicada en 1732 en Viajes a España e Italia, del padre jesuita Jean-Baptiste Labat, y Voyageur français, del abate Joseph Delaporte, publicado en 1777.
Para evitar al condenado sufrimientos inútiles, Guillotin propuso a la Asamblea (octubre de 1789) la adopción de la máquina, pero no fue escuchado. Insistió y pidió al secretario de la Academia de Cirugía, el doctor Antoine Louis, que diseñara una máquina basada en las ya existentes en otros países europeos. La fabricación fue encargada al fabricante de clavicordios alemán Tobias Schmidt, asesorado por su amigo, el verdugo de París Charles-Henri Sanson. En abril de 1792, fue ensayada primero con ovejas y luego con cadáveres en el hospital de Bicêtre, en París. Antoine Louis modificó la cuchilla horizontal por otra con forma oblicua, de mayor efectividad en el corte.
La Asamblea Nacional adoptó el uso de la guillotina a fin de que la pena de muerte «fuera igual para todos, sin distinción de rangos ni clase social». En efecto, hasta entonces sólo los miembros de la aristocracia tenían el privilegio de ser ajusticiados sin agonía: eran decapitados con una espada o un hacha, mientras que los plebeyos lo eran por ahorcamiento, estrangulación o, en el peor de los casos, al ser destrozados en la rueda. En un principio, Marat había apodado la máquina «Louison» o «Louisette» (diminutivo femenino del nombre «Louis»). Se estima que a lo largo del periodo del Terror fueron ajusticiadas mediante guillotina en toda Francia 16 594 personas, de las que 2622 lo fueron en París, principalmente en la plaza de la Concordia.
El primer ajusticiado de esta forma fue un bandido de caminos condenado por robo a mano armada llamado Nicolas-Jacques Pelletier, el 25 de abril de 1792. La última ejecución efectuada en Francia con este método tuvo lugar el 10 de septiembre de 1977; el ajusticiado se llamaba Hamida Djandoubi y era un inmigrante tunecino que había asesinado a su exnovia.
La leyenda según la cual el doctor Guillotin habría muerto guillotinado es falsa; falleció de un carbunco en su domicilio el 26 de marzo de 1814. Aparentemente, el mito que ha existido sobre que Guillotin murió víctima de su propio invento tuvo su origen en que una persona del mismo apellido fue decapitada en Lyon.
El uso de la guillotina finalizó con la abolición progresiva de la pena de muerte en Europa. En Suecia, la guillotina dejó de ser utilizada en 1910, en Grecia en 1913, en Bélgica en 1918, en la República Federal de Alemania en 1949 y en la República Democrática de Alemania en 1969. Después de sucesivas movilizaciones por parte de organizaciones de derechos humanos, y siguiendo las recomendaciones del Consejo de Europa y del Parlamento Europeo, la pena de muerte fue abolida en Francia por el presidente de la República François Mitterrand en 1981. El 19 de febrero de 2007, el Parlamento francés modificó la Constitución para que reflejase la abolición de la pena de muerte.
En 1933, Hitler dijo en un periódico "al menos, no hemos establecido una guillotina". Sin embargo, en octubre de 1936 el ministro de Justicia del Reich, Frank Gurtzner, encargó veinte guillotinas para las prisiones alemanas. Los nazis mataron a 16 500 personas con este método. Algunas de las víctimas más conocidas ejecutadas con este método fueron Sophie Scholl y su hermano Hans, miembros de la Rosa Blanca, Helmuth Hübener, un joven de 17 años que había repartido panfletos contra la guerra en Hamburgo, y el héroe de la resistencia alemana Willi Graf.
En 1996, el legislador demócrata estadounidense Doug Teper, representante del Estado de Georgia, propuso sustituir la silla eléctrica por la guillotina a fin de evitar todo sufrimiento al condenado y permitir la donación de órganos. La propuesta fue rechazada por considerar que la guillotina es un método salvaje por lo sangriento.

## Otros usos del término
El término se usa también para denominar algunos sistemas que recurren a un mecanismo similar, como las «ventanas de guillotina» o de apertura vertical; una cuchilla para cortar papel por presión; el sistema de regulación del caudal de aire al motor utilizado en competición y alternativo a la válvula de mariposa, habitual en los motores de calle; o la maniobra de telón de boca de los teatros, en la que el telón baja con sistemas contrapesados, a diferencia de la apertura de telón en Americana, o tipo cortina, y otros tipos de abertura de telón.